# Eragrostis purpurascens
Eragrostis purpurascens är en gräsart som först beskrevs av Spreng., och fick sitt nu gällande namn av Johann Jakob Roemer och Schult.. Eragrostis purpurascens ingår i släktet kärleksgrässläktet, och familjen gräs. Inga underarter finns listade i Catalogue of Life.